# Oakley (Bedfordshire)
Oakley – wieś w Anglii, w hrabstwie ceremonialnym Bedfordshire, w dystrykcie (unitary authority) Bedford. Leży 7 km na północny zachód od centrum miasta Bedford i 79 km na północ od centrum Londynu. Miejscowość liczy 2438 mieszkańców.